# Josef Stolz (Musiker)

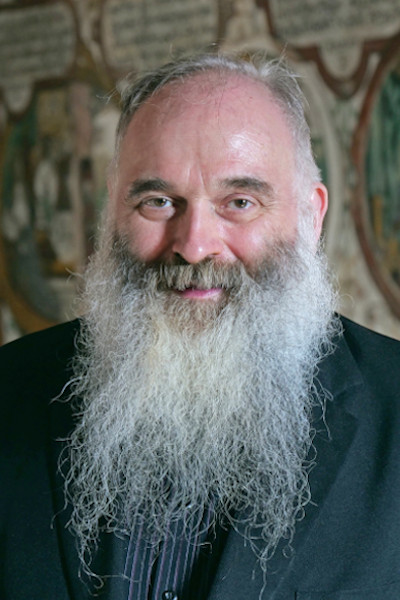
Josef Stolz

Josef Stolz (* 27. August 1954 in Wien) ist ein österreichischer Dirigent, Cembalist und Komponist.

## Leben
Josef Stolz studierte am Konservatorium der Stadt Wien bei Karl Randolf Dirigieren, Cembalo und Orgel bei Victor Sokolowski und Marina Mauriello. Weiterführende Studien belegte er an der Universität Wien (Musikwissenschaft) und Hochschule für Musik und darstellende Kunst Wien (Zwölftonspiel nach Josef Matthias Hauer).
Nach dem Studium war er Assistent von Ernst Märzendorfer sowie Solokorrepetitor an der Wiener Staatsoper. Es folgen Gastdirigate unter anderem an der Wiener Kammeroper, dem Stadttheater Klagenfurt, mit der Capella Istropolitana, dem Sliven Symphony Orchestra, dem Budapest Festival Orchestra und der Staatsbad Philharmonie Kissingen. Von 2002 bis zur Schließung der Musiksparte 2005 war er Musikdirektor am Theater der Landeshauptstadt St. Pölten.
Gemeinsame Musiktheaterproduktionen mit den Regisseuren Hans Gratzer, Gerhard Tötschinger, Thomas Enzinger, Helmut Wiesinger.
Das Spektrum seines kompositorischen Wirkens entwickelt sich ausgehend von einer "tonale[n] Kompositionstechnik mit spezifisch spätromantischen Wiener Idiomen" zu neoklassizistischer Musiksprache des 21. Jahrhunderts. 2002 wurde ihm das Wiener Symphoniker Kompositionsstipendium verliehen.
2014 gründete er die Cappella Splendor Solis (Ensemble für Alte Musik), deren Leiter er ist.

## Auszeichnungen
- 1998: Theodor-Körner-Preis[6]
- 2000: Hans-Czermak-Preis[7]
- 2008: Verleihung des Berufstitels Professor durch den Bundespräsidenten

## Werke (Auswahl)
- Das Ganze Jahr (Liederzyklus, Text von Helmut Korherr)
- Konzert für Orgel, Blechbläser und Pauken (UA Orgel: Michael Stephanides)
- Sonate für Flöte und Klavier (UA Flöte: Michael Martin Kofler)
- Quartett für Violine, Viola, Violoncello und Klavier (UA: Ames Piano Quartet)[8]
- Franz von Assisi (Chorwerk, Text von Hugo Ball)
- Kasperl und der Luftballon (Kinderoper, UA Regie: Gerhard Tötschinger)